# Zvonimír
Zvonimír je slovanské jméno které lze vyložit jako “zvoň (pro) mír”. Jeho českými domácími podobami jsou Zvonek, Zvoník, Zvonda či Mirek. Miloslava Knappová označuje toto jméno za novodobé, ale jeho nositelem byl už chorvatský král Dimitrij Zvonimír, vládnoucí v 11. století.
V jiných jazycích se objevuje v podobách:
- Zvonimír (slovensky)
- Zvonimir (srbochorvatsky, bulharsky)
- Zwonimir (polsky)
- Dzvonimir (makedonsky)[2]

V chorvatštině je užíváno domácí podoba Zvonko a existuje také ženská podoba Zvonimira.

## Známí nositelé jména
- Ferdinand Zvonimír Habsbursko-Lotrinský – prvorozený syn Karla Habsbursko-Lotrinského a budoucí hlavní představitel habsburské panovnické dynastie
- Dimitrij Zvonimír – chorvatský král od roku 1075
- Zvonimir Vukić – fotbalista ze Srbska a Černé Hory